# Jaroslav Šafařík
Jaroslav Šafařík (n. el 21 de abril de 1942 en Svatava) es un expolítico checoslovaco que ejerció el cargo de presidente del Consejo Nacional Checo entre 1989 y 1990.

## Biografía
Šafařík en los años 1963-1988 trabajó en la fábrica de automóviles en Jablonec nad Nisou, inicialmente como obrero, luego también como gerente de planificación de fondos de la planta. A finales de la década de 1980 fue presidente del Comité Poviat del Partido Socialista Checoslovaco (CSS por sus siglas en checo), actual Partido Nacional Social Checo, en Jablonec y miembro de las autoridades centrales del partido, del que sigue siendo miembro desde 1965. En 1988 fue elegido vicepresidente del Consejo Nacional de la Ciudad en nombre del CSS.
En los años 1981-1990 fue miembro de la Comisión de Industria y Construcción del Consejo Nacional Checo. En diciembre de 1989, como resultado de los cambios provocados por la Revolución de Terciopelo, fue elegido presidente del Consejo, ejerciéndolo hasta junio de 1990 sucendiéndole Dagmar Burešová.